# 5. Strafsenat des Bundesgerichtshofes

5. Strafsenat des BGH mit den dazugehörigen Oberlandesgerichten und dem Kammergericht Berlin:
Bremen
Hamburg
Dresden
Schleswig
Saarbrücken
Berlin

Der 5. Strafsenat des Bundesgerichtshofs ist als einer von derzeit sechs Strafsenaten des Bundesgerichtshofs (BGH) ein Spruchkörper des obersten deutschen Gerichtshofs der ordentlichen Gerichtsbarkeit. Anders als die übrigen Spruchkörper des BGH haben der 5. Strafsenat und auch der 6. Strafsenat ihren Sitz nicht in Karlsruhe, sondern in Leipzig.

## Errichtung
Der 5. Strafsenat wurde am 1. Januar 1952 errichtet. Es war die erste Neuerrichtung eines Senats seit der Gründung des Bundesgerichtshofs am 1. Oktober 1950.

## Sitz

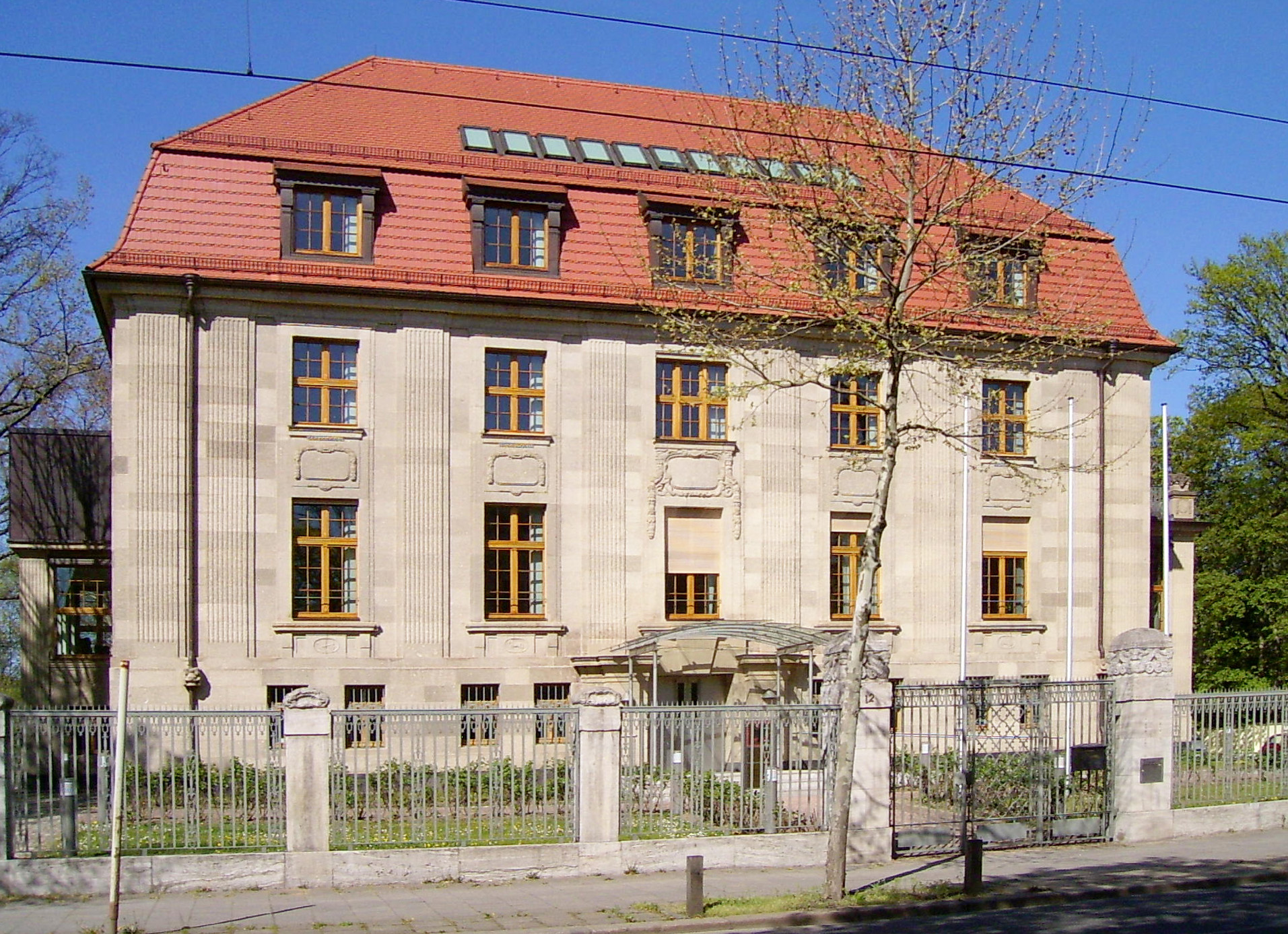
Leipziger Villa Sack, 5. und 6. Strafsenat

Der 5. Strafsenat war seit der Gründung des Bundesgerichtshofs ein auswärtiger Senat dieses Gerichts. Zunächst war er in Berlin ansässig und sollte unter anderem der – von westdeutscher Seite allerdings stets bestrittenen – Rechtsauffassung der West-Alliierten Rechnung tragen, dass West-Berlin nicht integraler Bestandteil der Bundesrepublik Deutschland sei und daher nicht von Karlsruhe aus „regiert“ werden könne. In Berlin nutzte der Senat das Gebäude des vormaligen Reichsmilitärgerichts in der Witzlebenstraße 4.
Seit dem 14. Juli 1997 haben der 5. Strafsenat sowie die dazugehörige Dienststelle des Generalbundesanwaltes auf Grund der Anordnung des Bundesministers der Justiz vom 2. Juli 1997 (Bundesanzeiger Nr. 125) ihren Sitz in Leipzig in der Villa Sack. Der Wechsel von Berlin nach Leipzig erfolgte als „Ausgleich“ für die Verlegung (von Teilen) der Bundesregierung von Bonn nach Berlin. Der Wechsel nimmt zudem Bezug auf den historischen Sitz des Reichsgerichts in Leipzig.
Beim 5. Strafsenat handelt es sich um einen sog. detachierten Senat des Bundesgerichtshofes, der in § 130 Abs. 2 des Gerichtsverfassungsgesetzes vorgesehen ist. Formell ist der rechtliche Sitz des 5. Strafsenates des Bundesgerichtshofes in Karlsruhe (§ 123 GVG), während der tatsächliche Sitz des Spruchkörpers in Leipzig ist. Ein Schriftsatz an den 5. Strafsenat kann deshalb auch in Karlsruhe beim „Stammsitz“ des Bundesgerichtshofes eingereicht werden.
Da die Verfahren vor dem Bundesgerichtshof in Strafsachen von dem Generalbundesanwalt vertreten werden, hat auch dieser eine entsprechende Außenstelle in Leipzig.

## Besetzung
Der Senat hat derzeit (Stand: März 2022) folgende Besetzung:
- Vorsitzende: Gabriele Cirener
- Stellvertretender Vorsitzender: Jan Gericke
- Beisitzer: Andreas Mosbacher, Marcus Köhler, Kati Resch, Mario von Häfen, Raik Werner

## Vorsitzende
| Nr. | Name (Lebensdaten)                     | Beginn der Amtszeit | Ende der Amtszeit |
| --- | -------------------------------------- | ------------------- | ----------------- |
| 1   | Richard Neumann (1878–1955)            | Januar 1952         | 31. Dezember 1952 |
| 2   | Friedrich-Wilhelm Geier (1903–1965)    | 22. Januar 1953     | 1954              |
| 3   | Hans Eberhard Rotberg (1903–1995)      | 1954                | 1956              |
| 4   | Werner Sarstedt (1909–1985)            | 11. April 1956      | 1. November 1977  |
| 5   | Horst Herrmann (1924–1993)             | 1. Dezember 1977    | 31. März 1990     |
| 6   | Heinrich Wilhelm Laufhütte (1934–2023) | 1. April 1990       | 30. April 1999    |
| 7   | Monika Harms (* 1946)                  | 19. Mai 1999        | 31. Mai 2006      |
| 8   | Clemens Basdorf (* 1949)               | 17. August 2006     | 31. Oktober 2014  |
| 9   | Norbert Mutzbauer (* 1957)             | 28. November 2016   | 30. April 2020    |
| 10  | Gabriele Cirener (* 1966)              | 2. Juni 2020        | im Amt            |

## Zuständigkeit
Der Geschäftsverteilungsplan des Bundesgerichtshofs regelt die Zuständigkeit der Strafsenate derart, dass jeder Senat für Revisionen aus dem Bezirk bestimmter Oberlandesgerichte zuständig ist und darüber hinaus sogenannte Spezialzuständigkeiten wahrnimmt. Gegenwärtig (Stand 2024) sind dem 5. Strafsenat folgende Aufgaben zugewiesen:
1. die Revisionen in Strafsachen für den Bezirk des Kammergerichts sowie für die Bezirke der Oberlandesgerichte Bremen, Dresden, Hamburg und Schleswig;
2. die Entscheidungen über Rechtsbeschwerden gegen Justizverwaltungsakte gemäß § 29 EGGVG in Angelegenheiten der Strafrechtspflege oder des Vollzugs;
3. die Entscheidungen in Vorlagesachen gemäß § 121 Abs. 2 Nr. 2 und 3 GVG.

## Entscheidungen
Da der 5. Strafsenat unter anderem für Revisionen gegen Urteile des Landgerichts Berlin zuständig ist, hatte er über die Verfahren gegen ehemalige Mitglieder des SED-Politbüros („Mauerschützenprozesse“) zu befinden. Indem er dieses als Täter und nicht nur als Anstifter der Tötungen an der innerdeutschen Grenze qualifizierte, bestätigte er den Gesichtspunkt der Tatherrschaft als ein entscheidendes Kriterium zur Abgrenzung von Täterschaft und Teilnahme.